# Brunton’s Mechanical Traveller

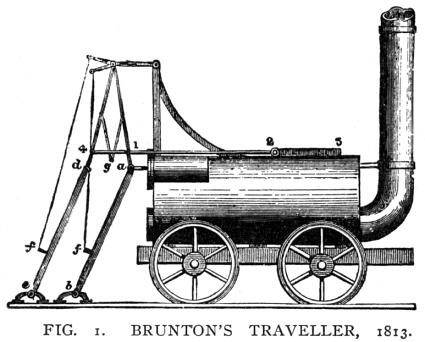
Brunton’s Mechanical Traveller

Brunton’s Mechanical Traveller war eine frühe, experimentelle Dampflokomotive der Butterley Company in Derbyshire von William Brunton (1777–1851). Auch als „Dampfpferd“ bezeichnet, lief die Maschine auf vier Rädern. Der Antrieb erfolgte jedoch durch mechanisch bewegte „Füße“.
Bekannt wurde die Maschine vor allem durch ihr tragisches Ende, als sie am 31. Juli 1815 durch eine Kesselexplosion in Philadelphia, County Durham, England, vernichtet wurde. Bei der Explosion starben je nach Quelle 13 oder 16 Menschen – meist Zuschauer –, die dicht um das kuriose Fahrzeug standen.
Dieser Unfall ist in zweierlei Hinsicht bemerkenswert: Er ist
- die älteste bekannte Kesselexplosion einer Lokomotive und
- der erste Eisenbahnunfall, bei dem eine größere Zahl von Toten zu beklagen war; bis zum Eisenbahnunfall von Versailles 1842 war dies der schwerste Eisenbahnunfall überhaupt.